# オラニエンブルク強制収容所

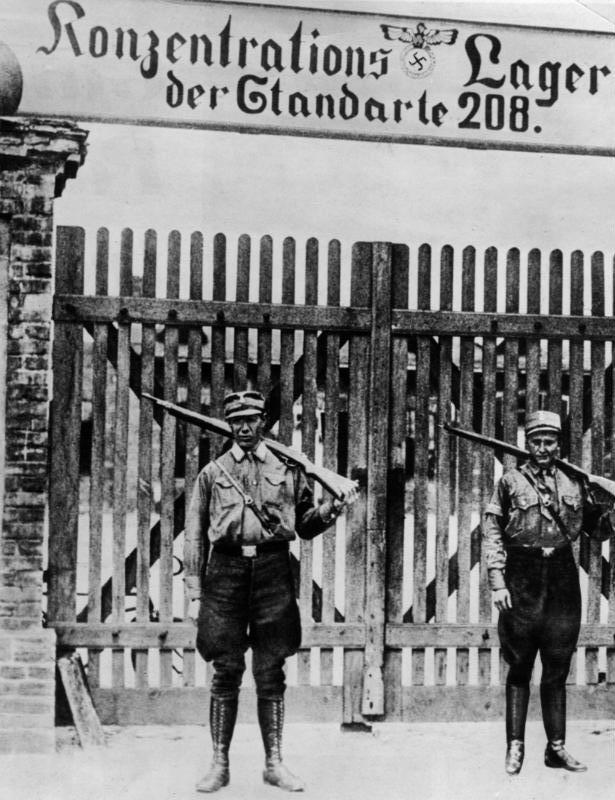
1933年、オラニエンブルク強制収容所。警備に立っているのは突撃隊員。看板には「突撃隊第208連隊強制収容所」と書かれている。

オラニエンブルク強制収容所（Konzentrationslager Oranienburg）は、ナチス・ドイツがオラニエンブルクに設置した強制収容所。ナチ強制収容所の中では最初に設立された強制収容所である。

## 歴史

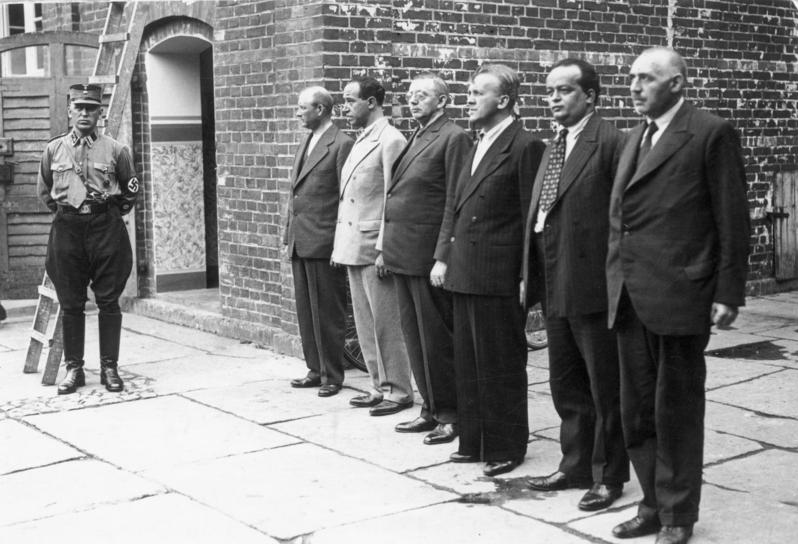
1933年8月、オラニエンブルク強制収容所に収容された社民党の国会議員ら

1933年1月30日、ナチ党党首アドルフ・ヒトラーがパウル・フォン・ヒンデンブルク大統領よりドイツの首相に任命された。ヒトラーは腹心のヘルマン・ゲーリングをプロイセン州内相に任じた。ゲーリングは1933年2月27日の国会議事堂放火事件の犯人として逮捕したドイツ共産党員を収容する施設としてオラニエンブルクの中心部ベルリン街にある電機会社の工場を拘留する施設に改造した。これがオラニエンブルク強制収容所の始まりであった。
収容所の管理は初め突撃隊（SA）が行い、初代所長も突撃隊大佐シュルツェ＝ヴェルツンゲンが就任した。初期のナチ強制収容所はすべてそうであるが、収容所の囚人に人種を理由とした収容はほとんど見られず、囚人の大多数はドイツ社会民主党員やドイツ共産党員などの左翼政治犯であり、収容数も後と比べるとまったく少なかった。また囚人の扱いも必ずしも劣悪ではなかった。1933年3月に所長シュルツ＝ヴェルツンゲンがマスコミに語ったところによるとオラニエンブルク収容所の囚人の日課は次の通りであるという。
- 5時30分、起床
- 6時までに身支度を整える。
- 7時半までに室内換気、清掃、朝食をすませる。
- 7時半から12時半まで労働
- 12時半から昼食と休憩
- 14時半から16時まで教練
- 16時から17時半まで運動

運動の時間には囚人いじめが行われることが多かったというが、全般的には初期のオラニエンブルク強制収容所はまともな環境であった。寝床は清潔であるし、定期的な健康診断が行われていた。三度の食事は栄養たっぷりで一般の国民よりも良い物を食べていたという。これらはゲーリングが反体制分子について隔離するというよりも思想を矯正して社会復帰させることに力点を置いていたためである。ゲーリングは1933年のクリスマスにオラニエンブルク強制収容所の囚人を大量に恩赦している。
1933年6月にゲーリングは強制収容所の運営は補助警察（突撃隊、親衛隊、鉄兜団から成る）が行うと定めた。これにより突撃隊だけの運営ではなくなった。またルドルフ・ディールスのゲシュタポ（プロイセン州秘密警察）も運営に深く関与するようになった。しかし所長は突撃隊のシュルツ＝ヴェルツンゲンのままだったのでしばらくは突撃隊優位の管理が続いた。1933年秋頃から刑事犯が送られてくるようになったため、囚人の扱いがしだいに乱暴になってきた。
1934年4月にゲシュタポの指揮権はゲーリングから親衛隊全国指導者ハインリヒ・ヒムラーに移った。これによりヒムラーがゲーリング以上にオラニエンブルク強制収容所の運営に強い権限を持つようになった。さらに1934年6月30日から7月2日にかけて長いナイフの夜事件で突撃隊幹部が粛清され、突撃隊が没落。その役割は親衛隊に取って代わられるようになった。長いナイフの夜事件の数日後にオラニエンブルク強制収容所も親衛隊の所管となる事が決定した。1934年8月1日には他の強制収容所とともに国営になった（これ以前は突撃隊所有の収容所という位置づけで地元の警察補助金で運営されていた）。
シュルツ＝ヴェルツンゲンは親衛隊に忠実に働く事を条件にしばらく所長に残ることを許されたが、ヒムラーの1934年9月の命令でこの収容所は1935年3月をもって正規の収容所としての役割を終了することが決定された。その後は補助収容所へと格下げされた。この際にシュルツ＝ヴェルツンゲンも解任された。
1937年7月には補助収容所としての役割も終えた。オラニエンブルク強制収容所の跡地には強制収容所総監府・髑髏部隊総司令部（テオドール・アイケの本部）が置かれた。その東側にはザクセンハウゼン強制収容所が1936年7月より置かれていた。